# Povratak na longitudu nula
Povratak na longitudu nula je redovna epizoda Marti Misterije premijerno objavljena u Srbiji u svesci #53. u izdanju Veselog četvrtka. Sveska je objavljena 26.03.2020. Koštala je 380 din (3,2 €; 3,6 $). Imala je 154 strane. Ova epizoda predstavlja nastavak epizode Longituda nula (#39).

## Originalna epizoda
Originalna epizoda pod nazivom Ritorno a longutude zero objavljena je premijerno u #331. regularne edicije Marti Misterije koja je u Italiji u izdanju Bonelija izašla 11.02.2014. Epizodu nacrtao je Giulio Camagni, a scenario napisao Andrea Cavaletto. Naslovnu stranu nacrtao je Đankarlo Alesandrini. Koštala je 6,3 €.

## Nastavak prethodne epizode
Ova epizoda predstavlja nastavak epizode Longituda nula (#39).

## Prethodna i naredna sveska
Prethodna sveska Marti Misterije nosila je naziv Venčanje Serž Orlija (#52), a naredna Buđenje Tijamat (#54).